# スペンサー・ホレーショ・ウォルポール
スペンサー・ホレーショ・ウォルポール（英語: Spencer Horatio Walpole, PC, FRS, QC、1806年9月11日 - 1898年5月22日）は、イギリスの弁護士、政治家。
ヴィクトリア朝の保守党政権下で内務大臣を3度にわたって務めた。

## 経歴
1806年9月11日にスタグベリーに居を構えるトマス・ウォルポールとその妻マーガレット（第2代エグモント伯爵ジョン・パーシヴァルの娘）の次男として生まれる。
曽祖父の初代ウォルポール男爵ホレーショ・ウォルポールは、イギリス初代首相である初代オーフォード伯爵ロバート・ウォルポールの弟にあたる。またイギリス首相スペンサー・パーシヴァルは母方の叔父にあたり、ファーストネームの「スペンサー」は彼に由来する。
イートン・カレッジを経て、ケンブリッジ大学トリニティ・カレッジへ進学し、1828年にバチェラー・オブ・アーツ（BA）、1831年にマスター・オブ・アーツ（MA）の学位を取得。1827年にリンカーン法曹院に入学し、1831年には弁護士資格を取得。裁判長サー・ジョン・ロミリーの信任を得て、1852年の弁護士業引退までその法廷の重大事件ほぼすべてに関与した。1846年には勅選弁護士に選ばれる。
1846年1月30日に母方のエグモント伯爵家が影響力を持つミッドハースト選挙区から当選して保守党所属の庶民院議員となる。1856年にはケンブリッジ大学選挙区に転じており、以降1882年の政界引退までここから当選した。
1852年2月から12月にかけては第1次ダービー伯爵内閣に内務大臣として入閣し、民兵の再編成を主導した。
1858年2月に第2次ダービー伯爵内閣が成立すると再度内務大臣として入閣したが、同内閣で検討された選挙法改正法案をめぐってウォルポールは通商長官J・W・ヘンリーとともにバラとカウンティの選挙区の選挙資格を同一にすることに反対し、1859年1月に職を辞した。
1866年に第3次ダービー伯爵内閣が成立すると三度内務大臣として入閣。前ラッセル伯爵政権の選挙法改正法案挫折で民衆の選挙法改正運動が激しくなっている時期であり、ウォルポールはハイド・パークでの集会許可をめぐって選挙法改正連盟と対立を深め、民衆の憎悪の対象となった。1867年5月、ハイド・パークでの暴動を機に内務大臣を辞したが、第3次ダービー伯爵内閣が総辞職する1868年2月まで無任所大臣として内閣に留まった。
1898年5月22日、イーリングの自宅で死去。

## 栄典
- 1852年、枢密顧問官（PC）[11]
- 1853年、名誉民事法学博士号（DCL）（オックスフォード大学名誉学位）[3][4]
- 1860年、名誉法学博士号（LLD）（ケンブリッジ大学名誉学位）[3][4]
- 1860年、王立協会フェロー（FRS）[12]

## 家族
1835年に母方の叔父にあたるイギリス首相スペンサー・パーシヴァルの娘イザベラ（従姉弟）と結婚し、彼女との間に2男1女を儲けた。長男スペンサー・ウォルポールは郵便局長を務め、次男ホレーショ・ジョージ・ウォルポールはインド担当副大臣の補佐官を務めた。